# Fronteira dos Vales
Fronteira dos Vales este un oraș în Minas Gerais (MG), Brazilia.